# Lagom
Lagom é uma palavra sueca sem equivalente exato na língua portuguesa.
Dicionários com entradas do sueco para outras línguas definem "lagom" como "o bastante, o suficiente, adequado, a quantia precisa." O termo "lagom" também é traduzido como "em moderação", "equilibradamente", "mediano" ou "medianamente" e "comum" ou "típico". Contudo, ao passo que palavras como "suficiente" ou "típico" sugerem um certo grau de abstinência, escassez ou falha, "lagom" pressupõe uma conotação de perfeição ou de forma apropriada. O provérbio sueco "Lagom är bäst" (literalmente, "Lagom é melhor") foi traduzido como "Há virtude na moderação" no dicionário Prismas Stora Engelska Ordbok (1995).

## Em outras línguas
A palavra "lagom" não possui tradução exata no português, nem, aparentemente, em qualquer outra língua, com exceção dos idiomas limítrofes da Suécia. Um de seus equivalentes mais próximos é a palavra finlandesa passeli.
"Lagom" ("lagum, lugum") também está presente no norueguês, sendo aceita tanto em Bokmål quanto em Nynorsk. As conotações da palavra em norueguês, contudo, são diferentes daquelas do sueco. Na primeira, a palavra é sinônimo de "conveniente, adequado, confortável, agradável, decente, bem construído ou proporcionado". Enquanto alguns sinônimos são parecidos semanticamente (por exemplo, "adequado" e "sensato", "conveniente" e "equilibrado"), muitos daqueles presentes em sueco parecem não existir em norueguês e vice-versa. Um termo equivalente mais próximo seria a palavra norueguesa "passe" ("passende, passelig" — vide Lei de Jante), aproximadamente traduzida como "conveniente, adequado, apropriado" em português.
O conceito de lagom é semelhante à expressão russa "normal'no" (нормально, literalmente "normalmente" - observe que a "normalidade" indica um patamar não muito bom ou muito rico), que indica um estado tal de suficiência e sustento, como, por exemplo, naquele de subsistência. A expressão russa é frequentemente usada como resposta à pergunta "como vai?"

## Etimologia
De acordo com o conhecimento geral, "lagom" é uma contração de "laget om" ("em torno do grupo"), uma frase usada na Era Viquingue para determinar a quantidade de hidromel a ser bebida do chifre enquanto ele era passado de mão em mão, de forma que todos recebessem seu quinhão de forma igualitária. Essa versão é famosa em todo o país, estando presente inclusive na página do Instituto Sueco. Tanto o Conselho de Língua Sueca como a Academia Sueca de Letras, entretanto, citam a verdadeira etimologia de lagom como provinda da palavra "lag" ("lei") — referindo-se, nesse caso, não necessariamente à lei judicial, e sim à lei do senso comum —, acompanhada da forma antiga para o dativo plural "-om". A tradução disso seria algo como "em conformidade com as leis".

## Uso
Lagom pode ser usada como advérbio, como na frase "Han har lagom mycket pengar" (literalmente, "ele possui muito dinheiro lagom"). A palavra também pode ser usada como adjetivo: "Klänningen var alldeles lagom åt henne" (literalmente, "o vestido estava simplesmente lagom para ela"). Sua forma adjetiva nunca é flexionada.
A palavra "lagom" pode ser usada em tudo, desde comida e bebida, até leis de direitos autorais e emissões de dióxido de carbono. Ao perguntarem "quanto café eu coloco?", é possível responder "Lagom, por favor." A certa altura, o advogado sueco Mikael Pawlo chegou à seguinte conclusão: "o que necessitamos é de uma proteção de direitos autorais lagom para programas de computador" (2002).

## Significância cultural
O valor de "na medida certa" pode ser colocado em contraste com o valor de "quanto mais melhor". Aquele valor é visto como uma alternativa sustentável ao acúmulo extremo do consumismo desenfreado: "Por que eu precisaria de mais que dois? Um é lagom" (AtKisson, 2000). O "lagom" também pode ter natureza repressiva: "você não deve ser bom demais ou rico demais" (Gustavsson, 1995). A mentalidade lagom já foi (e ainda é) atacada por representar um obstáculo ao crescimento econômico e por ser vista como a razão pela aparente falta de patriotismo por parte do povo sueco.
De forma resumida, diz-se, de forma geral, que "lagom" descreve as fundações do espírito nacional sueco — que se encontra baseado no consenso e na igualdade. Recentemente, a Suécia desenvolveu maior tolerância ao risco e ao fracasso, como resultado de uma severa recessão no início dos anos 90. Ainda assim, a modéstia, o evitar os extremos e o buscar de soluções de sucesso são ideais consagrados. "Minha tia costumava cerrar seu punho e dizer: 'quanto você conseguirá desta mão? É muito mais fácil conseguir algo desta mão [aberta]" (Silberman, 2001). "Representa, mesmo, a ideia de que, para cada coisa, existe a quantidade certa: a quantidade perfeita, e melhor, de comida, espaço, riso e tristeza."
O conceito de "lagom" é similar àquele do caminho do meio, na filosofia oriental, e ao justo meio da moderação de Aristóteles, na filosofia ocidental.